# Sprint (TV-serie)
Sprint (skrivet som SPRINT) är en brittisk-amerikansk sport- och dokumentärserie som hade premiär på strömningstjänsten Netflix den 2 juli 2024. Den första säsongen består av tio avsnitt.

## Handling
Den första säsongen kretsar kring några av världens främsta sprinterlöpare och hur de hanterar träning, närgångna journalister och stenhård konkurrens.

## Medverkande (i urval)
- Noah Lyles
- Sha'Carri Richardson
- Shericka Jackson